# 欧州水泳連盟
欧州水泳連盟（おうしゅうすいえいれんめい、European Aquatics）は、ヨーロッパの各国・地域協会を統括する、世界水泳連盟傘下の水泳の大陸連盟。
1927年、イタリアのボローニャで結成され、現在は51カ国・地域が加盟している。現在はニヨンに本部を置く。現会長はポルトガルのアントニオ・ジョセ・シルバ。

## 主催大会
- ヨーロッパ水泳選手権
- ヨーロッパ短水路選手権
- ヨーロッパ水球選手権（英語版）
- LENチャンピオンズリーグ（英語版）
- ヨーロッパジュニア水泳選手権（英語版）
- ヨーロッパマスターズ水泳選手権（英語版）
- ヨーロッパオープンウォーター選手権（英語版）

## 加盟連盟
- アルバニア – アルバニア水泳連盟
- アンドラ – アンドラ水泳連盟
- アルメニア – アルメニア水上競技協会
- オーストリア – オーストリア水泳連盟 (OSV)
- アゼルバイジャン – アゼルバイジャン水泳連盟
- ベラルーシ – ベラルーシ水泳連盟
- ベルギー – 王立ベルギー水泳連盟
- ボスニア・ヘルツェゴビナ – ボスニア・ヘルツェゴビナ水泳連盟
- ブルガリア – ブルガリア水泳連盟 / Българска федерация по плувни спортове
- クロアチア – クロアチア水泳連盟
- キプロス – キプロス水泳連盟
- チェコ – チェコ水泳連盟 / Český svaz plaveckých sportů
- デンマーク – デンマーク水泳連合[2]
- エストニア – エストニア水泳連盟 / Eesti Ujumisliit
- フェロー諸島 – フェロー諸島水泳連盟
- フィンランド – フィンランド水泳連盟
- フランス – フランス水泳連盟
- ジョージア – グルジア国立水上競技連盟
- ドイツ – ドイツ水泳連盟 (DSV)
- ジブラルタル – ジブラルタルアマチュア水泳協会
- イギリス – ブリティッシュ・スイミング
- ギリシャ – ギリシャ水泳連盟 / ΚΟΛΥΜΒΗΤΙΚΗ ΟΜΟΣΠΟΝΔΙΑ ΕΛΛΑΔΑΣ (KOE)
- ハンガリー – ハンガリー水泳連盟 (MÚSZ)
- アイスランド – アイスランド水泳協会
- アイルランド – スイム・アイルランド
- イスラエル – イスラエル水泳協会
- イタリア – イタリア水泳連盟 (FIN)
- ラトビア – ラトビア水泳連盟
- リヒテンシュタイン – リヒテンシュタイン水泳協会
- リトアニア – リトアニア水泳連盟 / Lietuvos plaukimo federacija (LPF)
- ルクセンブルク – ルクセンブルク水泳連盟
- 北マケドニア – マケドニア共和国水泳連盟
- マルタ – マルタ水上競技協会
- モルドバ – モルドバ水上競技連盟
- モナコ – モナコ水泳連盟
- モンテネグロ – モンテネグロ水泳・水球連盟
- オランダ – 王立オランダ水泳連盟 (KNZB)
- ノルウェー – ノルウェー水泳連盟
- ポーランド – ポーランド水泳連盟
- ポルトガル – ポルトガル水泳連盟
- ルーマニア – ルーマニア水泳・近代五種連盟
- ロシア – 全ロシア水泳連盟
- サンマリノ – サンマリノ水泳連盟
- セルビア – セルビア水泳連盟
- スロバキア – スロバキア水泳連盟 (SPF)
- スロベニア – スロベニア水泳連盟
- スペイン – 王立スペイン水泳連盟
- スウェーデン – スウェーデン水泳連盟
- スイス – スイス水泳連盟 (SSCHV)
- トルコ – トルコ水泳連盟 / Türkiye Yüzme Federasyonu
- ウクライナ – ウクライナ水泳連盟 / Федерація плавання України